# Христаки Филипов
Христаки (или Христо) Филчев Филипов е български просветен деец и политик, учител в Свищов, училищен инспектор в Плевен и Силистра, депутат в Учредителното събрание.

## Биография
Роден е през 1819 год. в Свищов. Завършва Духовната семинария в Киев. Преподава в Свищов и Казанлък. Занимава се и с търговия.
През 1856 год. заедно с Димитър Начович, Емануил Васкидович и Георги Владикин основава първото по българските земи читалище в Свищов (днес Читалище „Еленка и Кирил Д. Аврамови“).
След Освобождението е общински съветник в Никопол. Избран е за председател на Окръжния съвет в Никопол. Като такъв участва в работата на Учредителното събрание в Търново през 1879 г.
Умира през 1891 година в Свищов.